# 차상해
차상해(車相海, 1965년 10월 20일 ~ )은 대한민국의 전 축구 선수 및 지도자이다. 현역 시절 포지션은 공격수였다.

## 선수 경력
1989년, 럭키금성 황소 (현 FC 서울)에서 프로 선수 경력을 시작하여 많은 클럽에서 활약하였는데 세 번째 팀이었던 포철에서 1993년 정규리그 최다골(10골)을 기록하여 전성기를 누렸으나 1994년 전지훈련에서 손목뼈가 부러지는 부상을 당하여 그 해에는 황선홍 라데에게 주전 자리를 빼앗겼지만 같은 해 9월 27일 가시마 앤틀러스와의 친선경기 1차전에서 2골을 기록했다.
결국 1994년 11월 함상헌 노주섭과의 맞트레이드를 통해 대우로 복귀했지만 샤샤 때문에 설 자리를 잃게 되자 1995년 후기 때 김상문과의 맞트레이드로 유공 유니폼을 입었으나 다음 해 입단한 세르게이 때문에 설 자리를 잃어 결국 1996년 전기리그가 끝난 후 방출된 뒤 첫 번째 팀이었던 안양 LG 치타스로 이적했지만 3경기 밖에 출전하지 못한 채 1997년 1월 자유계약선수로 풀렸고 함상헌은 1995년 전기 중반 박지호와의 맞트레이드, 노주섭은 1996년 후기리그 때 현금 트레이드로 LG 유니폼을 입어 같은 시기 차상해와 한솥밥을 먹기도 했다. 골키퍼인 차상광 코치와 형제이다.

## 수상

### 선수
대우 로얄즈
- K리그 우승 1회 : 1991

 포항제철 아톰즈
- K리그 우승 1회 : 1992
- 아디다스컵 우승 1회: 1993

 유공 코끼리
- 아디다스컵 우승 1회: 1996

### 개인
- K리그 득점상 (1회): 1993
- K리그 베스트 11 (1회): 1993